# Het Land van Maas en Waal

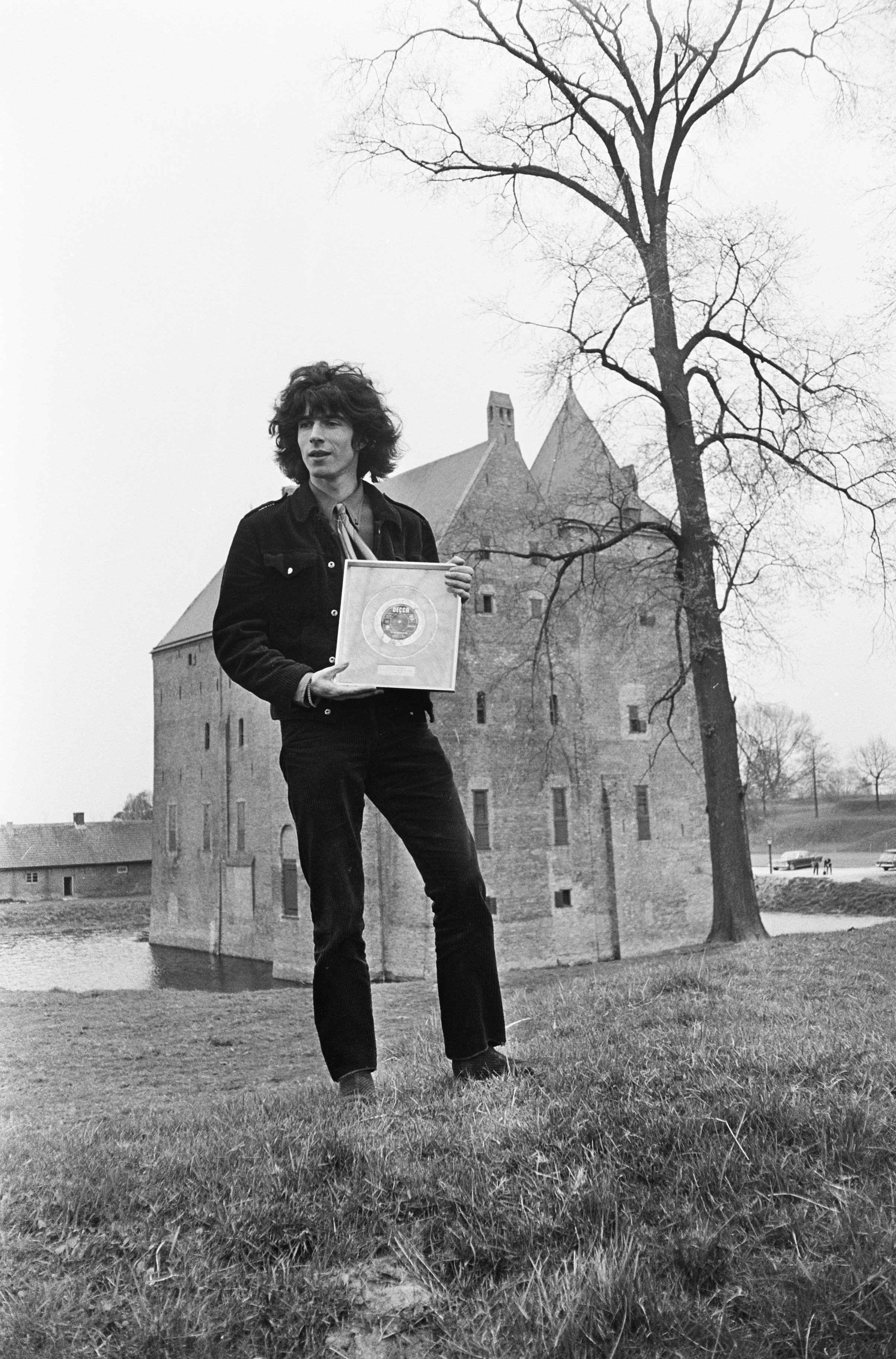
Boudewijn de Groot kreeg een gouden plaat voor het lied, hier bij slot Loevestein, 19 april 1967

Het Land van Maas en Waal is een nummer van Boudewijn de Groot op tekst van Lennaert Nijgh, dat begin 1967 op single verscheen. Het is een van De Groots bekendste nummers en het enige dat de eerste plaats in de Nederlandse Top 40 bereikte.

## Ontstaan
De Groot haalde inspiratie voor dit lied uit Hatsji-Bratsji's toverballon, een kinderboek van Franz Karl Ginzkey uit 1904 dat hem als kind voorgelezen werd. In dit verhaal zweefde Pietje in een ballon over het Land van Maas en Waal. De Groot had allerlei fantasieën bij dit land en stelde in 1966 de titel voor aan Lennaert Nijgh.
Het laatste couplet van Het Land van Maas en Waal bevat een lachje waar Boudewijn de Groot zich nog steeds aan ergert. Het lachje had moeten lijken op het grinniken van Bob Dylan in zijn nummer Rainy day women #12 & 35. Het grinniken van De Groot mislukte tijdens de opname en kwam eruit als "haha hahaaaaa". Omdat er maar met drie sporen gewerkt kon worden, werd besloten de opname niet over te doen, zodat dit lachje op de uiteindelijke single is verschenen.
De Groot heeft het nummer ook in het Engels opgenomen en als The land at rainbow's end op single gezet. Op de B-kant staat Beautiful butterfly, een vertaling van Verdronken vlinder. Voor de Engelstalige markt nam De Groot het pseudoniem Baldwin aan, de Engelse vorm van de voornaam Boudewijn. Hij had met dit nummer echter geen succes in het buitenland.

## Inhoud
Het lied gaat over een lange optocht vol feestvierende mensen, dieren en dingen van het "Circus Jeroen Bosch". Nijgh en De Groot beschrijven een heleboel surrealistische taferelen die inderdaad aan de werken van de middeleeuwse schilder Jeroen Bosch doen denken. De kleurrijke stoet trekt de bergen in onder een eerst groene, vervolgens purperen en dan gouden hemel in een achtereenvolgens blauwe, bruine en zilveren zon.
Het nummer verwijst naar verschillende zaken zoals de Egmondse abdij, Klaas Vaak, Pierlala, de koning van Spanje en een paar typisch Nederlandse woorden zoals "snoeshaan" en "brandewijn". De verwijzing naar "de koning van Spanje" en het in brand steken van kerken refereren mogelijk aan de Tachtigjarige Oorlog en de Beeldenstorm.

## Waardering
Op 19 april 1967 kreeg De Groot een gouden plaat voor deze single. Deze werd hem in slot Loevestein, waar de Afgedamde Maas en de Waal samenvloeien tot de Merwede, met zichtbare tegenzin overhandigd door slotvoogd Ridder van Rappard.
Het lied eindigde op nr. 4 in Vic van de Reijts top 100 van Nederlandstalige singles.
In 1987 nam Rob de Nijs een versie van het nummer op voor zijn jubileumalbum Zilver.
In het tweede decennium van de 21e eeuw was dit lied speerpunt in de muzikale omslag van De Groot. Hij had het lied toen zo vaak gezongen, dat hij er niets meer aan toe te voegen had. De Groot wilde het eigenlijk niet meer zingen.

## In populaire cultuur
Het Radio 2-programma "Het Circus Jeroen Bosch" ontleent zijn naam aan het "het circus Jeroen Bosch" in dit nummer.

## Twee A-kanten
1. Het Land van Maas en Waal - (2:58)
2. Testament - (3:15)

## Hitnotering
| "Het Land van Maas en Waal" in de Nederlandse Top 40 - binnen 14-01-1967 | "Het Land van Maas en Waal" in de Nederlandse Top 40 - binnen 14-01-1967 | "Het Land van Maas en Waal" in de Nederlandse Top 40 - binnen 14-01-1967 | "Het Land van Maas en Waal" in de Nederlandse Top 40 - binnen 14-01-1967 | "Het Land van Maas en Waal" in de Nederlandse Top 40 - binnen 14-01-1967 | "Het Land van Maas en Waal" in de Nederlandse Top 40 - binnen 14-01-1967 | "Het Land van Maas en Waal" in de Nederlandse Top 40 - binnen 14-01-1967 | "Het Land van Maas en Waal" in de Nederlandse Top 40 - binnen 14-01-1967 | "Het Land van Maas en Waal" in de Nederlandse Top 40 - binnen 14-01-1967 | "Het Land van Maas en Waal" in de Nederlandse Top 40 - binnen 14-01-1967 | "Het Land van Maas en Waal" in de Nederlandse Top 40 - binnen 14-01-1967 | "Het Land van Maas en Waal" in de Nederlandse Top 40 - binnen 14-01-1967 | "Het Land van Maas en Waal" in de Nederlandse Top 40 - binnen 14-01-1967 | "Het Land van Maas en Waal" in de Nederlandse Top 40 - binnen 14-01-1967 | "Het Land van Maas en Waal" in de Nederlandse Top 40 - binnen 14-01-1967 | "Het Land van Maas en Waal" in de Nederlandse Top 40 - binnen 14-01-1967 | "Het Land van Maas en Waal" in de Nederlandse Top 40 - binnen 14-01-1967 | "Het Land van Maas en Waal" in de Nederlandse Top 40 - binnen 14-01-1967 | "Het Land van Maas en Waal" in de Nederlandse Top 40 - binnen 14-01-1967 | "Het Land van Maas en Waal" in de Nederlandse Top 40 - binnen 14-01-1967 |
| Week:                                                                    | 1                                                                        | 2                                                                        | 3                                                                        | 4                                                                        | 5                                                                        | 6                                                                        | 7                                                                        | 8                                                                        | 9                                                                        | 10                                                                       | 11                                                                       | 12                                                                       | 13                                                                       | 14                                                                       | 15                                                                       | 16                                                                       | 17                                                                       | 18                                                                       |                                                                          |
| ------------------------------------------------------------------------ | ------------------------------------------------------------------------ | ------------------------------------------------------------------------ | ------------------------------------------------------------------------ | ------------------------------------------------------------------------ | ------------------------------------------------------------------------ | ------------------------------------------------------------------------ | ------------------------------------------------------------------------ | ------------------------------------------------------------------------ | ------------------------------------------------------------------------ | ------------------------------------------------------------------------ | ------------------------------------------------------------------------ | ------------------------------------------------------------------------ | ------------------------------------------------------------------------ | ------------------------------------------------------------------------ | ------------------------------------------------------------------------ | ------------------------------------------------------------------------ | ------------------------------------------------------------------------ | ------------------------------------------------------------------------ | ------------------------------------------------------------------------ |
| Positie:                                                                 | 14                                                                       | 5                                                                        | 3                                                                        | 3                                                                        | 1                                                                        | 1                                                                        | 1                                                                        | 2                                                                        | 4                                                                        | 5                                                                        | 9                                                                        | 8                                                                        | 13                                                                       | 17                                                                       | 20                                                                       | 29                                                                       | 40                                                                       | 40                                                                       | uit                                                                      |

| "Het Land van Maas en Waal" in de Parool Top 20 - binnen 14-01-1967 | "Het Land van Maas en Waal" in de Parool Top 20 - binnen 14-01-1967 | "Het Land van Maas en Waal" in de Parool Top 20 - binnen 14-01-1967 | "Het Land van Maas en Waal" in de Parool Top 20 - binnen 14-01-1967 | "Het Land van Maas en Waal" in de Parool Top 20 - binnen 14-01-1967 | "Het Land van Maas en Waal" in de Parool Top 20 - binnen 14-01-1967 | "Het Land van Maas en Waal" in de Parool Top 20 - binnen 14-01-1967 | "Het Land van Maas en Waal" in de Parool Top 20 - binnen 14-01-1967 | "Het Land van Maas en Waal" in de Parool Top 20 - binnen 14-01-1967 | "Het Land van Maas en Waal" in de Parool Top 20 - binnen 14-01-1967 | "Het Land van Maas en Waal" in de Parool Top 20 - binnen 14-01-1967 | "Het Land van Maas en Waal" in de Parool Top 20 - binnen 14-01-1967 | "Het Land van Maas en Waal" in de Parool Top 20 - binnen 14-01-1967 | "Het Land van Maas en Waal" in de Parool Top 20 - binnen 14-01-1967 | "Het Land van Maas en Waal" in de Parool Top 20 - binnen 14-01-1967 | "Het Land van Maas en Waal" in de Parool Top 20 - binnen 14-01-1967 |
| Week:                                                               | 1                                                                   | 2                                                                   | 3                                                                   | 4                                                                   | 5                                                                   | 6                                                                   | 7                                                                   | 8                                                                   | 9                                                                   | 10                                                                  | 11                                                                  | 12                                                                  | 13                                                                  | 14                                                                  | 15                                                                  |
| ------------------------------------------------------------------- | ------------------------------------------------------------------- | ------------------------------------------------------------------- | ------------------------------------------------------------------- | ------------------------------------------------------------------- | ------------------------------------------------------------------- | ------------------------------------------------------------------- | ------------------------------------------------------------------- | ------------------------------------------------------------------- | ------------------------------------------------------------------- | ------------------------------------------------------------------- | ------------------------------------------------------------------- | ------------------------------------------------------------------- | ------------------------------------------------------------------- | ------------------------------------------------------------------- | ------------------------------------------------------------------- |
| Positie:                                                            | 14                                                                  | 4                                                                   | 2                                                                   | 2                                                                   | 3                                                                   | 3                                                                   | 3                                                                   | 4                                                                   | 4                                                                   | 5                                                                   | 7                                                                   | 9                                                                   | 13                                                                  | 16                                                                  | uit                                                                 |

### NPO Radio 2 Top 2000
| Nummer met noteringen in de NPO Radio 2 Top 2000 | '99 | '00 | '01 | '02 | '03 | '04 | '05 | '06 | '07 | '08 | '09 | '10 | '11 | '12 | '13 | '14  | '15  | '16  | '17  | '18  | '19 | '20  | '21  | '22  | '23  | '24  |
| ------------------------------------------------ | --- | --- | --- | --- | --- | --- | --- | --- | --- | --- | --- | --- | --- | --- | --- | ---- | ---- | ---- | ---- | ---- | --- | ---- | ---- | ---- | ---- | ---- |
| Het Land van Maas en Waal                        | 277 | 313 | 370 | 232 | 292 | 176 | 176 | 254 | 269 | 220 | 498 | 518 | 582 | 845 | 855 | 1108 | 1219 | 1121 | 1277 | 1042 | 934 | 1148 | 1059 | 1200 | 1201 | 1311 |

1. ↑  Een vetgedrukt getal geeft de hoogste notering aan.

Alles wat ademt · Avond · De nachtwacht · Élégie prénatale · Het Land van Maas en Waal · Ik doe wat ik doe · Jan Klaassen de trompetter · Liefde van later · Malle Babbe · Prikkebeen · Pastorale · Strand · Testament · Verdronken vlinder · Welterusten mijnheer de president